# 葉尾守宮
葉尾守宮 (Uroplatus sikorae)，通常被稱為苔蘚葉尾守宮或南部平尾守宮，是壁虎科的一種蜥蜴。 該物種是馬達加斯加特有的物種。 由於棲息地喪失，它是 CITES II 保護動物。

## 資料來源
1. ↑  Ratsoavina, F.; Glaw, F.; Rabibisoa, N.; Rakotondrazafy, N.A. . The IUCN Red List of Threatened Species. 2011, 2011: e.T172820A6924215  [11 December 2022]. doi:10.2305/IUCN.UK.2011-2.RLTS.T172820A6924215.en .
2. ↑  TIGR Reptile Database上的Uroplatus sikorae